# Opius schmidti
Opius schmidti är en stekelart som beskrevs av Fischer 1960. Opius schmidti ingår i släktet Opius och familjen bracksteklar. Inga underarter finns listade i Catalogue of Life.